# La Carolina
La Carolina település Spanyolországban, Jaén tartományban. La Carolina Baños de la Encina, Viso del Marqués, Santa Elena, Vilches és Carboneros községekkel határos. Lakosainak száma 14 681 fő (2024).

## Népesség
A település népessége az elmúlt években az alábbi módon változott:
| Lakosok száma | 15 029 | 15 573 | 15 676 | 15 880 | 15 945 | 15 808 | 15 508 | 15 261 | 14 960 | 14 681 |
|               | 2001   | 2004   | 2007   | 2009   | 2012   | 2014   | 2017   | 2019   | 2022   | 2024   |